# رایان واتسون (بازیکن فوتبال)
رایان واتسون (انگلیسی: Ryan Watson؛ زادهٔ ۷ ژوئیهٔ ۱۹۹۳) بازیکن فوتبال اهل بریتانیا است.
از باشگاه‌هایی که در آن بازی کرده‌است می‌توان به باشگاه فوتبال نورث‌همپتون تاون، باشگاه فوتبال اورتون، باشگاه فوتبال ویگان اتلتیک، باشگاه فوتبال لستر سیتی، و باشگاه فوتبال آکرینگتون استنلی اشاره کرد.